# 國際社會對香港人居留援助措施
國際社會對香港人居留援助措施或香港人救生艇計劃是國際社會各國對香港人獲得該國長期居留權所採取的人道援助措施與政策。

## 背景
在2019年6月9日，香港爆發反送中運動後，全國人民代表大會在2020年6月30日通過《港版國安法》，引起自由世界齊聲譴責。同時英國、美國、加拿大、澳洲、歐盟、中華民國等國家和地区研究了不同人道援助方案，向香港人施以援手，以在該國長期居留。

### 香港及中华人民共和国政府拒絕承認BNO為合法證件
2021年1月29日，中华人民共和国外交部发言人赵立堅宣布，1月31日起中华人民共和国将不再承认英國國民（海外）護照， 以报复英國國民（海外）公民权利的扩大。同一天，香港政府的一份类似的新闻稿说，从2021年1月31日起，英國國民（海外）護照将不再被承认为香港的身份证明，也不再被入境事务处承认用于办理入境手续。

### 繼續承認BNO的國家
经媒体查询，一些国家宣布他们将继续承认英國國民（海外）護照，包括美国、加拿大、澳大利亚、德国、法国、西班牙、台湾、日本、意大利、韩国、荷兰、新西兰、芬兰和挪威。

## 時序

### 英国
- 2019年3月4日，英國國會首次舉行英國國民（海外）平權會議。2020年3月，自由民主黨議員阿利斯泰爾·卡邁克爾提出的《英國國民（海外）平權法案》在下議院獲首讀通過[1]，讓1997年7月1日前出生並持有英國國民（海外）護照的香港人，得以有條件過渡成為英國公民。

- 2020年5月，外交大臣藍韜文表示中华人民共和国政府一旦實施違反《中英聯合聲明》的港版國安法，英國會延長英國國民（海外）護照持有人的逗留期限，由每年可免簽證入境逗留6個月，改為每年可免簽證入境逗留12個月並容許期間在英國工作及學習，其後可申請延長，籍此為取得英國公民身分鋪路[2]。

- 2020年6月12日，內政大臣彭黛玲致函首相約翰遜，建議將英國國民（海外）護照持有人的入境英國的期限延至5年，並開放工作權，並可在居住5年後申請定居，再於1年後申請成為英國公民[3]。

- 2020年7月1日，首相鮑里斯·約翰遜在英國下議院譴責中华人民共和国制定並實施港版國安法嚴重違背《中英聯合聲明》[4]，因此英國將著手修改入境法規，符合申請英國國民（海外）護照的香港人及其家屬可到英國居住及工作，並可在5年後申請定居，再住多1年可登記成為英國公民。

- 2020年7月23日，簽證及移民署（英语：UK Visas and Immigration）公布在2021年1月起推出英國國民（海外）簽證，申請人獲批的英國國民（海外）護照持有人及其家屬在英國居住5年後，可以申請在英國定居，即無限期居留，而在擁有此身份的12個月後，申請人可以申請成為英國公民。[5]獲批准入境居住的申請人及家屬，可在英國工作或讀書，但不能領取來自公共資金的社會福利[6]，申請人及家屬在居留期間需要每年購買國民保健服務的保險，以便享用公營醫療服務。

- 2020年10月22日，英國政府公佈英國國民（海外）護照持有人移居英國的細節，2021年1月31日起將向英國國民（海外）及其配偶與子女發出居留簽證，這種居留簽證將不設限額，5年期簽證申請費用為每人250英鎊，兩年半期限的簽證申請費用則為每人180英鎊，並支付移民醫療附加費以使用國民保健服務[7]。

- 2020年12月，駐香港及澳門總領事賀恩德在接受《蘋果日報》專訪時，重申《中英聯合聲明》列明英國國民（海外）不會自動給予香港人居英權。如果英國政府這樣做，將會違反聲明。他強調，目前英國政府是改變移民政策，而不是直接令全部英國國民（海外）護照持有人自動成為英國公民，但為他們提供了一個取得英國公民身份的清晰途徑[8]。

- 2021年2月18日，《泰晤士報》報道，簽證開放申請首兩周有近5,000人申請，當中近一半是身在英國的香港人，在上周已經有過百人獲批簽證，部分人更可以在申請一日後成功獲批。[9]

- 2021年4月，《泰晤士報》獲悉官方數字，指出計劃由1月底開始至今，已經有超過3.5萬名香港人申請英國國民（海外）簽證，平均每星期有3000宗申請，超過英國政府原預計5年總數的十分之一[10]。

- 2023年3月，英國內政部宣佈將於同年第三季起，為香港退役港籍英軍及其子女，提供特別移民計劃[11]。

### 美国
- 2020年12月，美國國會兩黨合力推動庇护香港人的法案《香港人民自由与选择法》，最终在共和黨參議員泰德·克魯茲一人的反對下無法在參議院快速通過[12]。

- 2021年2月，共和黨參議員馬可·魯比歐和民主黨參議員鲍勃·梅嫩德斯重推《香港人民自由與選擇法》[13]和《香港避风港法案》[14]。

- 2021年5月26日，《香港人民自由與選擇法》被整合至成為《確保美國全球領導及參與法案》的一部份[15]，並加上了保護香港互聯網自由與民主的條款，再次提交國會審議。

- 2021年8月5日，美國總統拜登簽署行政命令，暫緩驅逐身處美國、逗留期限屆滿的香港人18個月，期間可以在美國工作[16]。

- 2021年10月21日，美國聯邦公報公佈，於2021年8月5日前入境美國的香港人均可以申請「就業許可」（EAD）[17]。

- 2022年1月26日，美國眾議院推出《美国创新与竞争法》，當中亦包括為香港人提供暫時保護身份、進而入籍美國的方案[18]。然而，該特別移民方案最終未獲採納。

### 加拿大
- 2021年2月8日，加拿大的港人避風港計劃推出，自推出起五年內暫時放寬對香港人的工作許可，以及其後相關的移民申請[19]。

### 
- 2021年2月，澳洲因應港版國安法，而延長香港畢業生和香港人的技術簽證至5年[20]。
- 2021年10月29日，澳洲避風港政策出壚，持有畢業生臨時簽證及技術簽證留澳滿4年（指明偏遠城鎮為3年）的香港人，可透過特別設置的香港渠道申請永久居留權，無須達傳統計分要求[21]。上述計劃於2022年3月5日起接受申請。

### 欧盟
- 2020年6月19日，歐洲議會以565票贊成、34票反對、62票棄權，大比數通過決議，強烈譴責中华人民共和国強行通過港版國安法侵害香港自治。決議又建議，一旦香港人權自由情況繼續惡化，歐盟成員國應考慮為香港人設立「救生艇」機制[22]。

### 中華民國（臺灣）
- 2020年5月28日，總統蔡英文譴責中华人民共和国強行通過港版國安法，大幅壓縮香港言論自由和司法獨立。蔡英文指台灣全體不分政黨色彩、政府民間都團結起來，相挺香港人民和普世民主價值，行政院已啟動「香港人道援助關懷行動專案」，持續前一階段工作，規劃香港人的居留、安置、照顧等更進一步的協助措施，措施將由陸委會跨部門協調、制訂預算撥款，並透過政府設立的法人機構、整合民間力量公私協力執行[23]。7月1日執行此專案成立「臺港服務交流辦公室」正式營運，提供港人服務與需求照顧等。[24]